# خرگوش ژاپنی
خرگوش ژاپنی (نام علمی: Lepus brachyurus) نام یک گونه از سرده خرگوش‌ها است.